# Trophée Mickey-Renaud
Le trophée Mickey-Renaud est un trophée remis dans la Ligue de hockey de l'Ontario, ligue de hockey sur glace junior. Le trophée est créé par la LHO en février 2009. Il est décerné annuellement au capitaine de l'une des 20 équipes de la ligue qui a fait preuve de caractère et de dévouement comme l'a démontré Mickey Renaud au cours de sa carrière avec les Spitfires de Windsor. Renaud est mort en février 2008.

## Palmarès
Le trophée est décerné chaque année depuis 2009 à l'exception de 2021.
- 2008-2009 — Chris Terry, Whalers de Plymouth
- 2009-2010 — John Kurtz, Wolves de Sudbury
- 2010-2011 — Ryan Ellis, Spitfires de Windsor
- 2011-2012 — Andrew Agozzino, IceDogs de Niagara
- 2012-2013 — Colin Miller, Greyhounds de Sault Ste. Marie
- 2013-2014 — Matt Finn, Storm de Guelph
- 2014-2015 — Max Domi, Knights de London
- 2015-2016 — Michael Webster, Colts de Barrie
- 2016-2017 — Alex Peters, Firebirds de Flint
- 2017-2018 — Justin Lemcke, Bulldogs de Hamilton
- 2018-2019 — Isaac Ratcliffe, Storm de Guelph
- 2019-2020 — Ty Dellandrea, Firebirds de Flint
- 2021-2022 — Mark Woolley, Attack d'Owen Sound
- 2022-2023 — Nolan Dillingham, Sting de Sarnia
- 2023-2024 — Braden Haché, Spirit de Saginaw